# Taha Akgül
Taha Akgül (* 22. listopadu 1990 Sivas, Turecko) je turecký zápasník–volnostylař, olympijský vítěz z roku 2016.

## Sportovní kariéra
Zápasení se věnuje aktivně od svých 13 let. V turecké volnostylařské reprezentaci se objevil poprvé jako student univerzity v Izmiru v klubu İzmir Büyükşehir Belediyesi, kde se připravoval pod vedením Remzi Musaoğla. Od roku 2011 se připravuje v Ankaře pod vedením Abdullaha Çakmara. V roce 2012 uspěl v turecké nominaci na olympijské hry v Londýně, kde jako úřadující mistr Evropy vypadl ve druhém kole s Rusem Biljalem Machovem. V roce 2016 ho v přípravě trápil natažený zadní stehenní sval, ale na olympijské hry v Riu se dokázal připravit. Ve finále porazil Íránce Kómejla Qásemího a získal zlatou olympijskou medaili.

## Výsledky
| Olympijské hry     |    |   | úč. |    |    |    | 1.  |    |  |  |  |  |  |  |  |  |  |  |  |  |  |
| Mistrovství světa  | —  | — |     | 3. | 1. | 1. |     | 2. |  |  |  |  |  |  |  |  |  |  |  |  |  |
| Evropské hry       |    |   |     |    |    | 1. |     |    |  |  |  |  |  |  |  |  |  |  |  |  |  |
| Mistrovství Evropy | —  | — | 1.  | 1. | 1. | 1. | úč. | 1. |  |  |  |  |  |  |  |  |  |  |  |  |  |
| MS juniorů         | 2. |   |     |    |    |    |     |    |  |  |  |  |  |  |  |  |  |  |  |  |  |
| ME juniorů         | 5. |   |     |    |    |    |     |    |  |  |  |  |  |  |  |  |  |  |  |  |  |